# دون بافورد
دون بافورد (بالإنجليزية: Don Buford)‏ هو لاعب كرة قاعدة أمريكي، ولد في 2 فبراير 1937 في مقاطعة كاس في الولايات المتحدة.

## وصلات خارجية
- دون بافورد على موقع الدوري الياباني لكرة القاعدة (الإنجليزية)
- دون بافورد على موقعبيزبول رفرنس.كوم (الدوري الرئيسي) (الإنجليزية)
- دون بافورد على موقعبيزبول رفرنس.كوم (الدوري الثانوي) (الإنجليزية)
- دون بافورد على موقع إي إس بي إن.كوم (أم.أل.بي) (الإنجليزية)
- دون بافورد على موقع مشجعي الرسوم البيانية (الإنجليزية)